# Evgenij Naer
Evgenij Jur'evič Naer (in russo Евгений Юрьевич Наер?; Mosca, 22 giugno 1977) è uno scacchista russo, Grande maestro, Campione europeo assoluto nel 2015.
Nelle lista FIDE di giugno 2017 raggiunge il suo record Elo, con 2706 punti (45º al mondo, 12º tra i giocatori russi).
Tra i successi della sua carriera:
- 1996:  vince l'open di Pardubice (ripetuto nel 1998);
- 2002:  pari primo con Gennadi Zaichik nel Campionato statunitense open;
- 2004:  vince il Torneo open di Cappelle la Grande;
- 2005:  vince il torneo di scacchi alle Maccabiadi a Gerusalemme;
- 2007:  vince l'open di Mosca;
- 2008:  vince il World Open di Filadelfia;
- 2008:  vince il torneo President's Cup di Baku;[2]
- 2009:  pari primo con Hikaru Nakamura nel World Open di Filadelfia;
- 2009:  vince l'open di Paleochora in Grecia;[3]
- 2015:  vince il Campionato europeo individuale di Gerusalemme[4];
- 2016:  vince a Mosca l'Open Aeroflot superando per spareggio tecnico Boris Gelfand[5].
- 2019:  in maggio vince il Campionato russo a squadre con il team del Miedny Vsadnik.[6]
- 2020: A novembre si piazza al secondo posto nel campionato russo di scacchi a squadre con la FSM Mosca[7].